# Mehrzweckboot
Als Mehrzweckboot (MZB) werden zahlreiche, unterschiedliche Wasserfahrzeuge bezeichnet, die für mehr als einen Aufgabenbereich eingesetzt werden können. Diese werden in einem separaten Abschnitt am Ende behandelt. Überwiegend wird unter MZB der durch die Norm DIN 14961 „Boote für die Feuerwehr“ definierte Bootstyp verstanden, der universell von den Feuerwehren und anderen Wasserrettungsorganisationen für ihre Aufgaben im, auf oder am Wasser eingesetzt wird. Daneben nutzen das THW, die Polizei, Behörden und kommerzielle Betreiber die MZB für vielfältige Zwecke, da sie individuell gestaltet und ausgestattet werden können.

## Aufgaben
Mit einem Mehrzweckboot lassen sich abhängig von der jeweiligen genauen Ausführung und Ausstattung vielfältige Aufgaben auf allen Binnengewässern und den küstennahen Bereichen der Meere durchführen. Grundsätzlich können Einsätze zur Rettung und Gefahrenabwehr auf folgenden Gebieten durchgeführt werden:
- Wasserrettung
- Katastrophenschutz
- Brandschutz
- Umweltschutz
- Hilfeleistung (technisch und logistisch)

## Konstruktion und Ausstattung

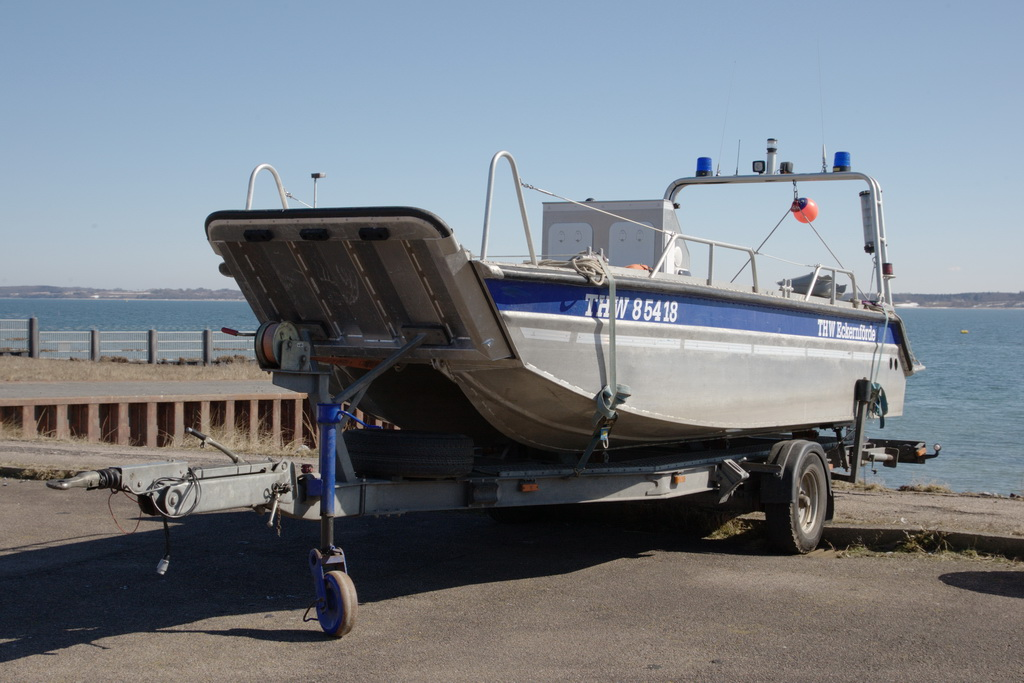
Mehrzweckboot mit Katamaran-Rumpf

Die Boote bestehen aus einem festen Rumpf, der überwiegend aus faserverstärktem Kunststoff (z. B. GFK oder CFK) oder aus Aluminium hergestellt wird. Die Längen variieren zwischen 5 und 16 Meter und die maximale Breite von 2,50 Meter richtet sich wegen der Trailerbarkeit nach der StVZO. Je nach Einsatzgebiet und den geforderten Eigenschaften erfolgt die Ausführung des Rumpfbodens als:
- Flachbodenboot mit starken Führungskielen
- Zweikielgleiter (Katamaran)
- Dreikielgleiter (Trimaran)
- Gleiter als Kombination aus Zweikiel (vorn) und Dreikiel (hinten)
- V-Gleiter mit ausgeprägtem Mittelkiel

Die Mehrzweckboote sind überwiegend offene Boote und verhalten sich im fahrbereiten Zustand als Halbgleiter. Jedoch wird die Gleitfahrt bei voller Auslastung meist nicht erreicht (Verdrängerfahrt). Sie müssen einen festen Steuerstand mit Sitzplatz für den Bootsführer besitzen, der teilweise überdacht ist oder zumindest einen Wind- und Wetterschutz bietet. Das Schutzgestell dient auch als Geräteträger für sämtliche Beleuchtungseinrichtungen und Antennen an Bord, wenn nicht ein separater Bügel im Heck für diese Aufgabe genutzt wird. Für die Unterbringung der notwendigen Geräte und Ausrüstung sind Stauräume an allen Seiten vorhanden, die teilweise auch als feste Sitze für den Personentransport dienen.
Ein dichter Doppelboden und weitere Hohlräume sorgen für den Auftrieb und einen geringen Tiefgang von rund 30 Zentimeter. Dabei haben sich auch zäh-harte Schaumstoffe auf PVC-Basis zur Gestaltung leichter, selbsttragender Bauteile (z. B. AIREX PVC Hartschaum R.63.80) bewährt. Die Gesamtkonstruktion muss sicherstellen, dass ein MZB einschließlich der gesamten Ausrüstung und der notwendigen Beladung auch im vollgeschlagenen Zustand schwimmfähig und kentersicher bleibt. Dies auch bei einseitiger Belastung mit allen Personen auf einer Seite. Im Heck sind Lenzklappen erforderlich, damit überkommendes Wasser selbständig abgeführt wird.
Zum Antrieb dienen Dieselmotoren mit bis zu 350 PS (261 kW) Leistung. Nach DIN 14961 muss ein MZB auch bei voller Beladung eine Geschwindigkeit von mindestens 20 km/h über Grund erreichen. Die Boote können mit Innenbord- oder Außenbordmotoren ausgestattet sein, die den Vortrieb über Wellenantrieb, Z-Antrieb oder Wasserstrahlantrieb (Waterjet) erzeugen. Der Vorteil der Waterjets ist, dass sie für Personen im Wasser keine Gefahr darstellen und die Boote für extremen Flachwassereinsatz und Uferfahrten geeignet sind. Der Motor muss mit einem Sicherheits-Schnell-Stopp ausgestattet sein.
Ein Mehrzweckboot kann mit einer elektrohydraulisch oder mechanisch betätigten Bugklappe ausgestattet sein um folgende Einsätze zu erleichtern:
- Aufnahme und Rettung von Personen aus dem Wasser
- Ein- und Aussteigen von Personen am Ufer
- Be- und Entladen von Gerät (z. B. Tragkraftspritze)
- Aufnahme und Transport von Rollstuhlfahrern/-innen
- Tauchereinsatz auf dem Wasser
- Bergen von treibenden Gegenständen oder Wasserleichen

Besonders die Personenrettung kann behutsamer erfolgen, da diese nicht mehr über eine Reling gezogen werden müssen. Bei innen liegenden Motoren oder bei Jetantrieb kann dazu eine feste Plattform am Heckspiegel angebracht sein. Auch eine Ausführung mit seitlicher Tür wird für diesen Zweck angeboten. Bei Tauchereinsätzen helfen auch steckbare Einstiegsleitern.

## Mehrzweckboote bei Hilfsorganisationen

### Boote für die Feuerwehr

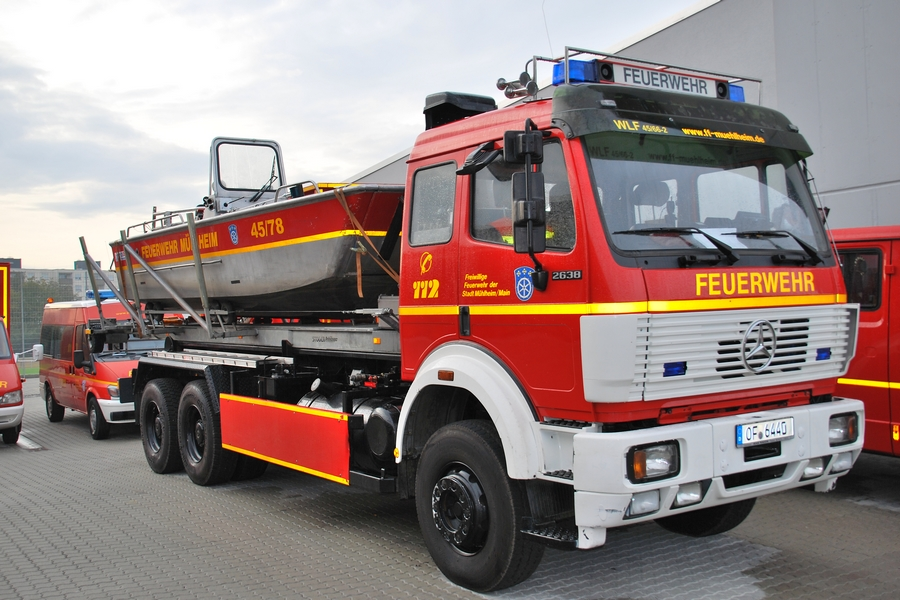
Mehrzweckboot auf einem WLF

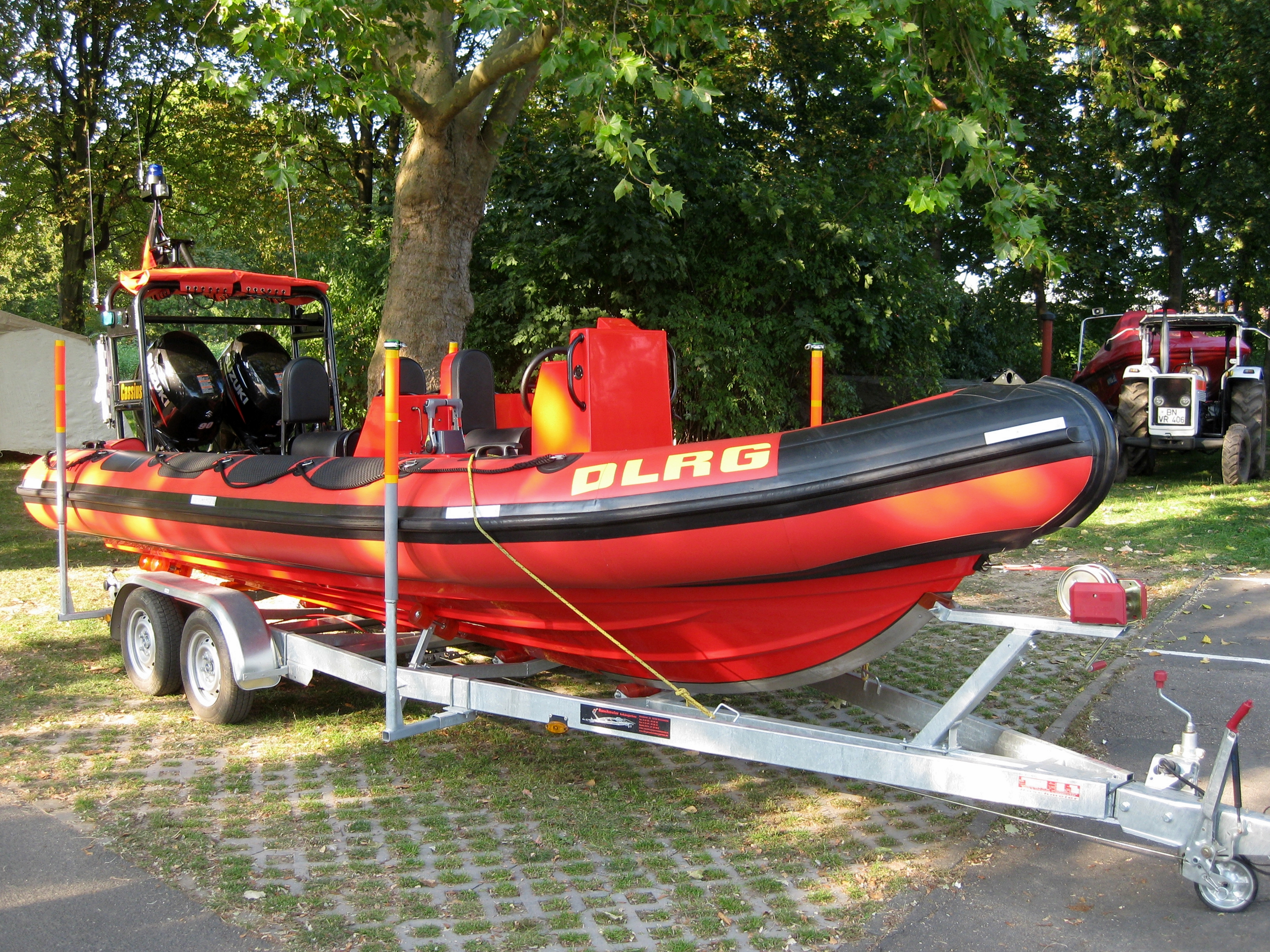
Rettungsboot auf Trailer

Aufgrund des Bedarfs einer einheitlichen Systematisierung und Vergleichbarkeit der Fahrzeuge sowie aus Versicherungsgründen wurde für die Feuerwehr die DIN 14961 mit dem Titel „Boote für die Feuerwehr“ erarbeitet. Sie legt genaue Bauvorschriften zu den von der Feuerwehr eingesetzten Booten fest. Danach muss ein MZB ausreichend große Vorrichtungen aufweisen, die es gestatten, das Boot zu kranen, zu fieren, abzuschleppen (incl. Mannschaft, Ausrüstung und Beladung) und festzumachen. Die zugelassene Nutzlast muss mindestens 1.500 kg (einschließlich Besatzung) betragen. Für mindestens 10 Personen sind feste Sitzplätze im Boot anzuordnen. Im Bootsboden kann ein A-Sauganschluss eingebaut sein, um Wasser mit einer Tragkraftspritze aus dem Gewässer entnehmen zu können und eine Halterung für ein Strahlrohr erleichtert Löscheinsätze.
Die Norm gilt für Boote der Feuerwehr mit einer maximalen Rumpflänge von 8 Meter, die gemäß CE-Seetauglichkeitseinstufung (Sportbootrichtlinie) der Auslegungskategorie D und C entsprechen. Damit müssen die Konstruktionen für eine Windstärke bis zu 6 Bft und für Wellenhöhen bis zu 2 Meter ausgelegt sein. Die Boote können anstelle eines festen Rumpfs auch als Schlauchboot oder Festrumpfschlauchboot (RIB) ausgeführt sein. Die Norm schreibt für den Schlauchkörper der Boote die Farbe Rot vor. Bei anderen Werkstoffen muss der Rumpf ein umlaufendes Band in rot aufweisen. Als Aufschrift ist gut erkennbar die Bezeichnung „Feuerwehr“ anzubringen.
Rettungsboote
Neben dem MZB werden durch die Norm noch zwei weitere Typen als Rettungsboote (RTB) definiert, die für ähnliche Einsatzszenarien geeignet sind. Allen Booten gemeinsam ist eine frei nutzbare Innenlänge von mindestens 2,20 Meter vorgeschrieben, damit Korbtragen vollständig und sicher transportiert werden können. Bei voller Beladung muss bei alle Typen das Freibord noch 0,33 Meter betragen.
Für stehende Gewässer ist das RTB 1 vorgesehen, das im Regelfall von Hand (Paddel) bewegt wird. Das Boot muss einsatzbereit – als Schlauchboot also aufgeblasen – vorgehalten werden und kann auch für Motorbetrieb ausgelegt sein. Für offene und fließende Gewässer dient das motorisierte RTB 2, das wie ein MZB auch mit einer Bugklappe ausgestattet sein kann. Für die Einsatzbereitschaft der Boote reicht die Verlastung auf einem nach DIN 14962 genormten slipfähigen Bootsanhänger oder Wechselladerfahrzeug (WLF) aus, wodurch ein rascher Transport über Land und die sichere Einbringung ins Wasser ermöglicht wird.
| Technische Daten der Feuerwehrboote nach DIN 14961 |                     |                        |                        |
| Eigenschaft                                        | Mehrzweckboot (MZB) | Rettungsboot 2 (RTB 2) | Rettungsboot 1 (RTB 1) |
| zulässige Anzahl Personen (á 90 kg)                | 10                  | 6                      | 4                      |
| min. Geschwindigkeit über Grund                    | 20 km/h             | 30 km/h                | Motor optional         |
| Tragfähigkeit                                      | 1.500 kg            | 1.000 kg               | 500 kg                 |
| frei nutzbare Innenbreite                          | 1,20 m              | 1,00 m                 | 0,80 m                 |

Mit den Mehrzweckbooten der Feuerwehr können folgende Aufgaben wahrgenommen werden:
- Rettung und Bergung von Personen, Tieren und Gütern
- notfallmedizinische Versorgung auf Booten und bewohnten Inseln
- Brandbekämpfung auf dem Wasser und auf Inseln
- Niederschlagen von Dämpfen
- Tauchereinsatz
- technische Hilfeleistungen
- Schadensbekämpfung bei Ölunfällen
- Transport von Personen und Einsatzmitteln

Eine besondere Ausführung eines Feuerwehrbootes besitzt die Feuerwehr Schwerte mit dem RTB 2 der Fa. Pionier aus Norwegen. Es ist ein Vollkunststoffboot aus Polyphenylenether (PPE), das schichtweise durch Erwärmen des PPE in einer Form aufgebaut wird. Dadurch entsteht ein leichtes Boot aus einem Stück, das aufgrund der geringen Dichte des Werkstoffs PPE die für RTB2 geltende Normvorgabe der Unsinkbarkeit erfüllt. Inklusive Motor hat das Boot bei einer Länge von 5,30 Meter ein Leergewicht von zirka 600 Kilogramm, ist also nur wenig schwerer als RTB2 aus Aluminium. Bei einer Motorleistung von 80 PS und zwei Personen Besatzung erreicht das RTB eine Geschwindigkeit von 55 km/h (30 Knoten). Besonderheit ist die mechanisch betätigte Bugklappe: sie kann durch den hohen Eigenauftrieb noch eine Person tragen.

### Boote der Wasserrettungsgesellschaften

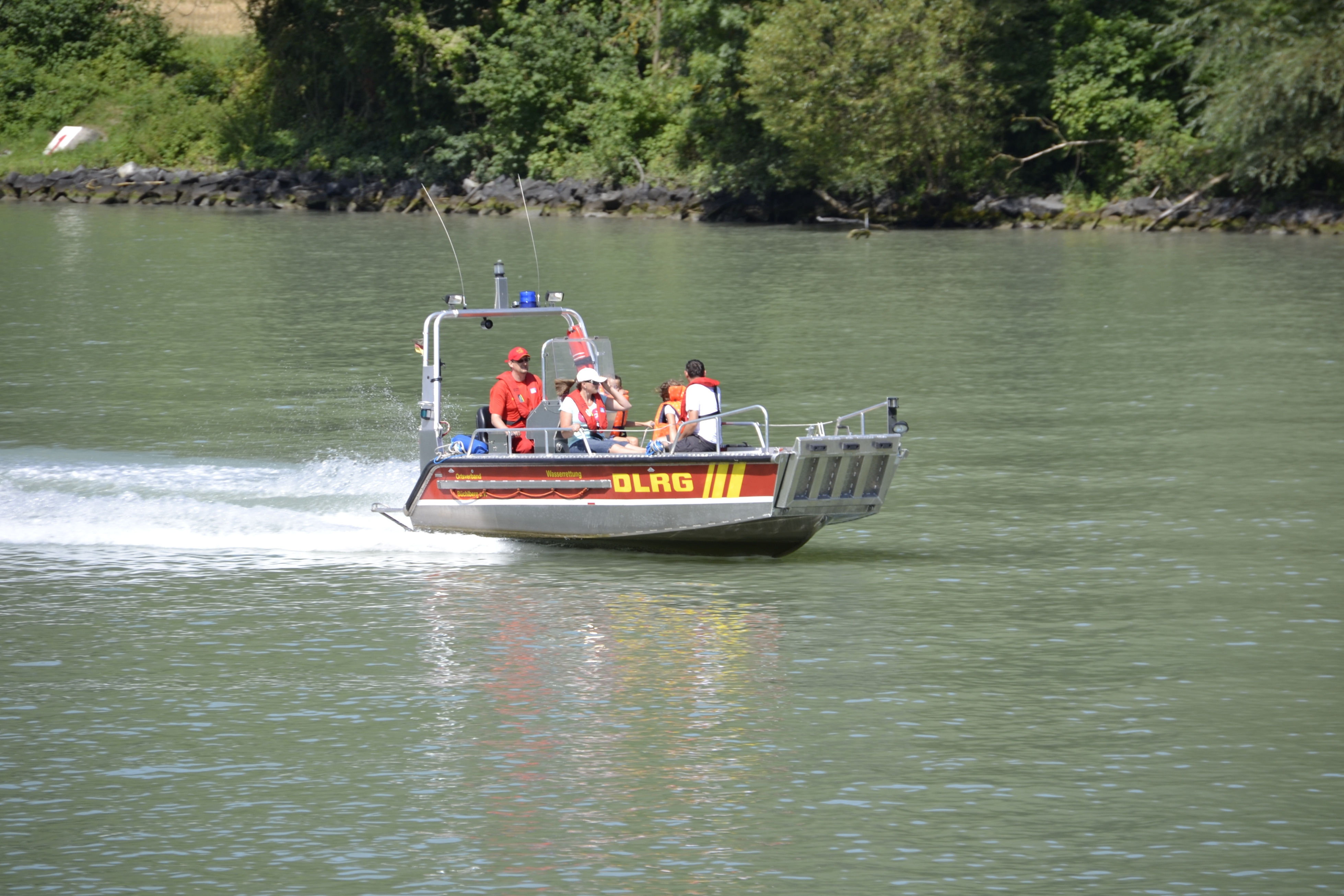
DLRG-Boot auf der Donau

Auch die Wasserrettungsgesellschaften wie z. B. die DRK-Wasserwacht oder die DLRG nutzen MZB nach DIN 14961. Analog zu den Booten der Feuerwehr tragen diese Boote eine Aufschrift am Bootsrumpf mit dem Namen der Gesellschaft. Je nach Hilfsorganisation gibt es leichte Variationen bei der Ausrüstung und in der Bauweise. Bei umfangreichen Gewässerflächen helfen GPS-Kartensysteme bei der Navigation und bei Dunkelheit können Nachtsichtgeräte oder Wärmebildkameras eingesetzt werden. Für die gezielte Suche nach Gegenständen und Personen werden Sonar-Geräte eingesetzt. Eine umfangreiche Erste-Hilfe-Ausrüstung gestattet die Notfallversorgung von verunglückten Personen. Damit werden von den Rettungsgesellschaften folgende Aufgaben mit MZB durchgeführt:
- Rettung und Bergung von Personen
- notfallmedizinische Versorgung
- Suche nach vermissten Personen
- Tauchereinsatz
- Erkundung und Überwachung von Einsatzstellen
- Versorgungs- und Zubringerfahrten

### Boote beim Technischen Hilfswerk

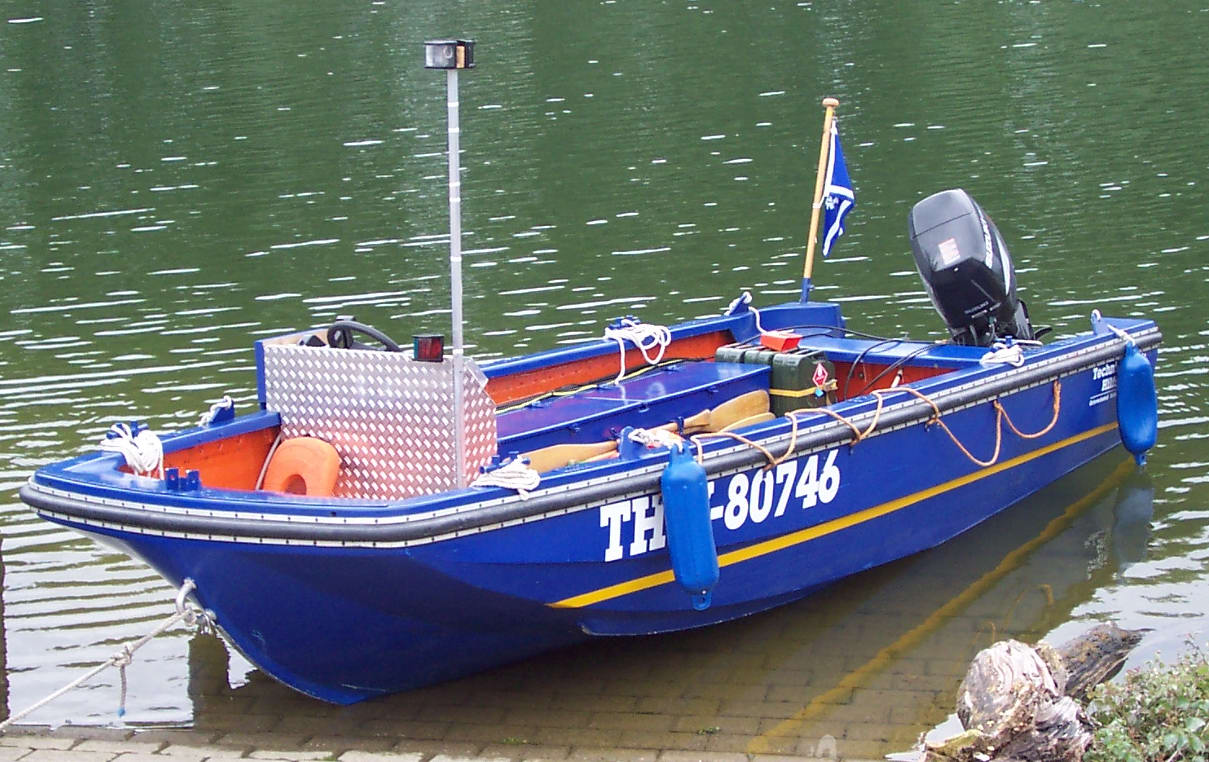
Mehrzweckboot beim THW

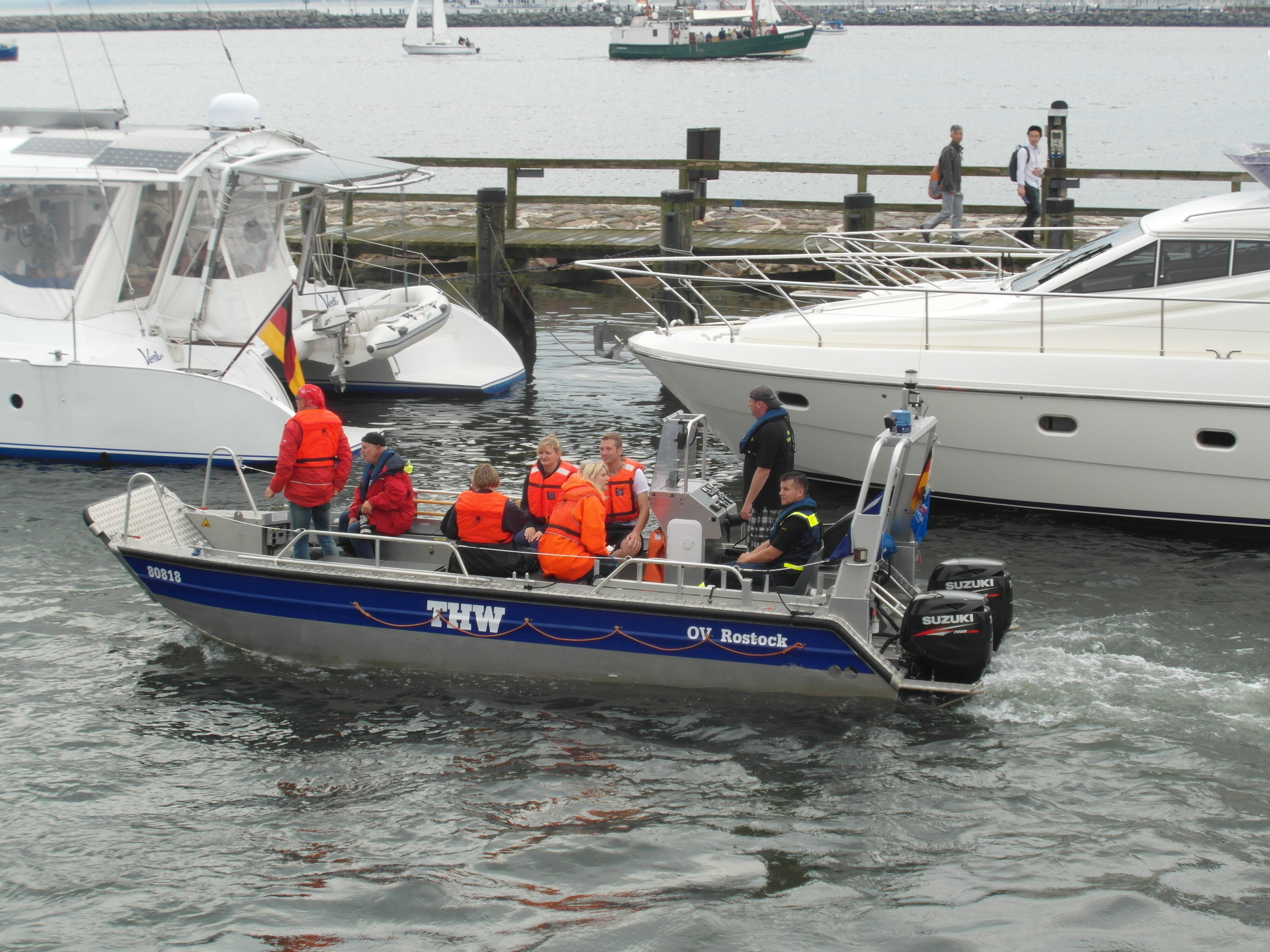
Mehrzweck-Arbeitsboot beim THW

Gemäß dem gesetzlichen Auftrag leistet das Technische Hilfswerk (THW) die technische Unterstützung beim Zivilschutz und im Katastrophenschutz, insbesondere bei öffentlichen Notständen und Unglücksfällen größeren Ausmaßes. Für technische Hilfeleistungen und Rettungseinsätze an und auf dem Wasser kommt die Fachgruppe Wassergefahren (FGr W) zum Einsatz. Dazu besitzen die FGr W Typ A leistungsfähige MZB und die FGr W Typ B schwimmfähige Arbeitsplattformen (Pontons). Das bisher in Betrieb gehaltene MZB wird aber stufenweise durch das baulich ähnliche Mehrzweckarbeitsboot (MzAB) Faster 650 CAT ersetzt, das als eine Art Sonderform des MZB anzusehen ist. Im Fachjargon wird es auch Arbeitsboot oder kurz A-Boot genannt mit leichter Abwandlung in Ausrüstung und Bauweise gegenüber der Norm. Zusammen mit der Fachgruppe Ölschaden wird mit den Booten die Ölschadensbekämpfung durchgeführt. An der Küste erfolgt bei der Ölbekämpfung eine enge Zusammenarbeit mit dem Havariekommando, das spezielle MzAB beschafft und dem THW zur Verfügung gestellt hat.
Das MzAB besitzt einen ebenen durchgehenden Laderaum von rund 2 × 3 m und eine absenkbare Bugklappe. Schlepp- und Koppeleinrichtungen ermöglichen den Verbund mit anderen Schiffen und Booten. Auf einem Anhänger verlastet ist das Boot landgestützt mobil und kann dadurch auch bei überörtlichen und überregionalen Einsätzen verwendet werden.
Damit kommen den Mehrzweckbooten beim THW folgende Aufgaben zu:
- Rettung von Personen, Tieren und Sachwerten aus Wassergefahr
- Transport von Personen, Tieren und Lasten im Fährverkehr, bei Evakuierungen und sonstigen Einsätzen
- Schleppen, Schieben und Drücken von schwimmenden Gegenständen
- Kuppeln mit anderen Wasserfahrzeugen bzw. Pontons
- Anlandungen mit Übernahmen am Ufer
- Absicherung von Einsätzen und den beteiligten Einsatzkräften
- Unterstützung von Tauchereinsätzen
- Brandbekämpfung vom Gewässer
- Ausbringen der aufblasbaren Luft-Ölsperren
- Lenken der Ölverschmutzungen
- Durchführung von Messungen und Probenahmen
- Versorgungs- und Zubringerfahrten
- Sicherung von Deichanlagen

| Technische Daten von Mehrzweckboot und Mehrzweckarbeitsboot beim THW |                                      |                                                |
| Eigenschaft                                                          | Mehrzweckboot (MzB)                  | Mehrzweckarbeitsboot (MzAB)                    |
| Besatzung:                                                           | 2 bis 7 Helfer                       | 1 bis 9 Helfer                                 |
| Außenbordmotorisierung:                                              | 30 kW (ein- oder zweifach)           | 2 × 36 kW                                      |
| Geschwindigkeit:                                                     | ca. 50 km/h über Grund               | 30 kn (ca. 55 km/h)                            |
| Tragfähigkeit:                                                       | bis zu 2 t oder 10 Personen          | > 1,5 t oder 10 Personen                       |
| Transport:                                                           | Einachs-Bootsanhänger, 2 t slipfähig | Einachs-Bootsanhänger, 2 t slipfähig mit Winde |

### Boote bei der Polizei

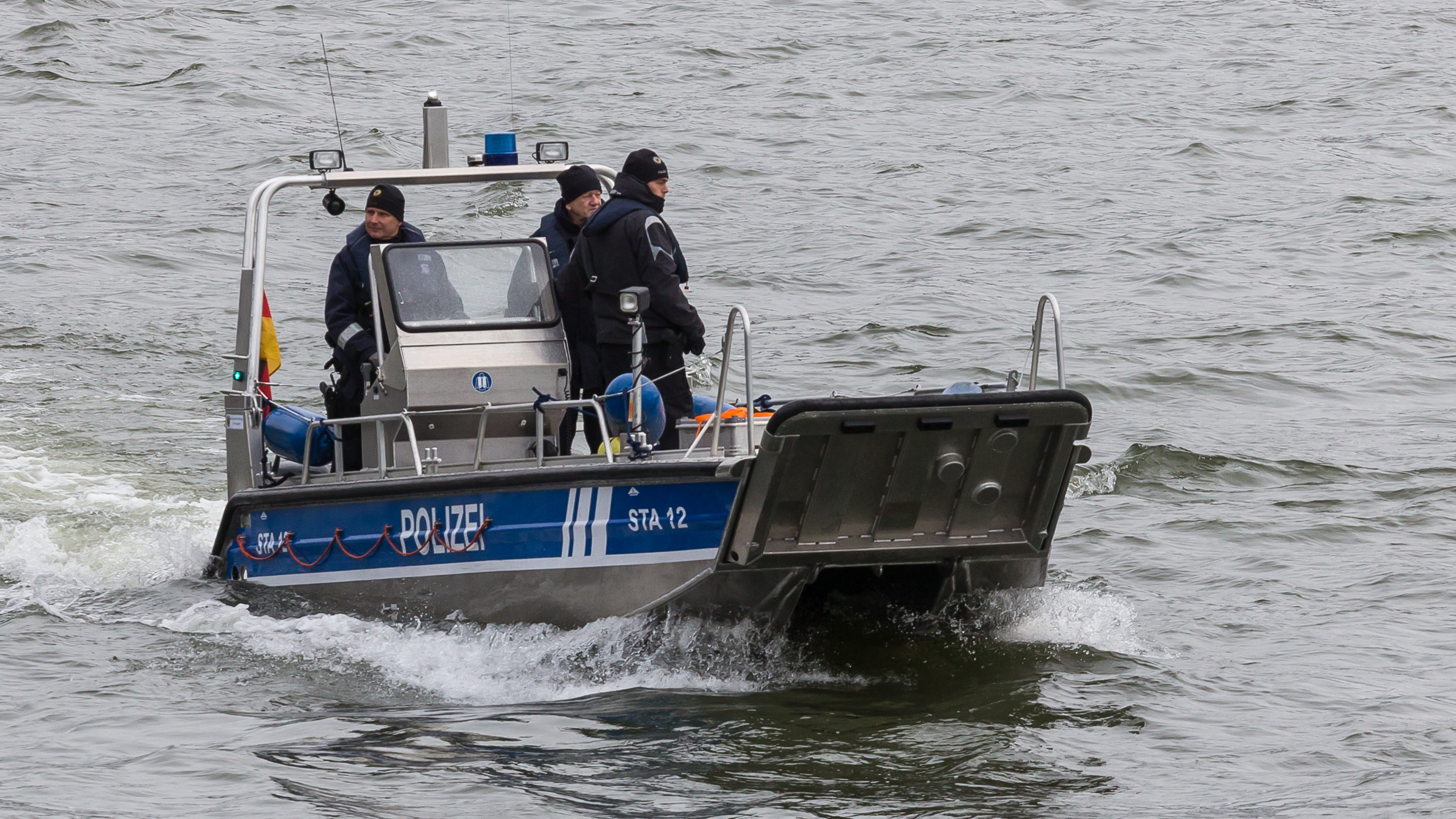
NRW Polizei auf dem Rhein

Neben den größeren Streckenbooten der Wasserschutzpolizei (WSP) setzen die Polizeibehörden der Länder auch auf die flexibel einsetzbaren MZB für ihre speziellen Einsätze bei:
- Kontroll- und Streifenfahrten
- bei Tauchereinsätzen
- zum Transport von Gerät und Personen bei Tauchereinsätzen
- Bergungen von Kampfmitteln aus dem Wasser[16]
- Suchen nach vermissten Personen
- Bergung von Leichen
- Unterstützung der WSP bei Veranstaltungen auf dem Wasser
- wasserseitigen Objektschutzmaßnahmen
- Übersetzen von Polizeikräften
- Raumschutzstreife und Hilfeleistungen bei Hochwasserlagen

### Boote beim Katastrophenschutz

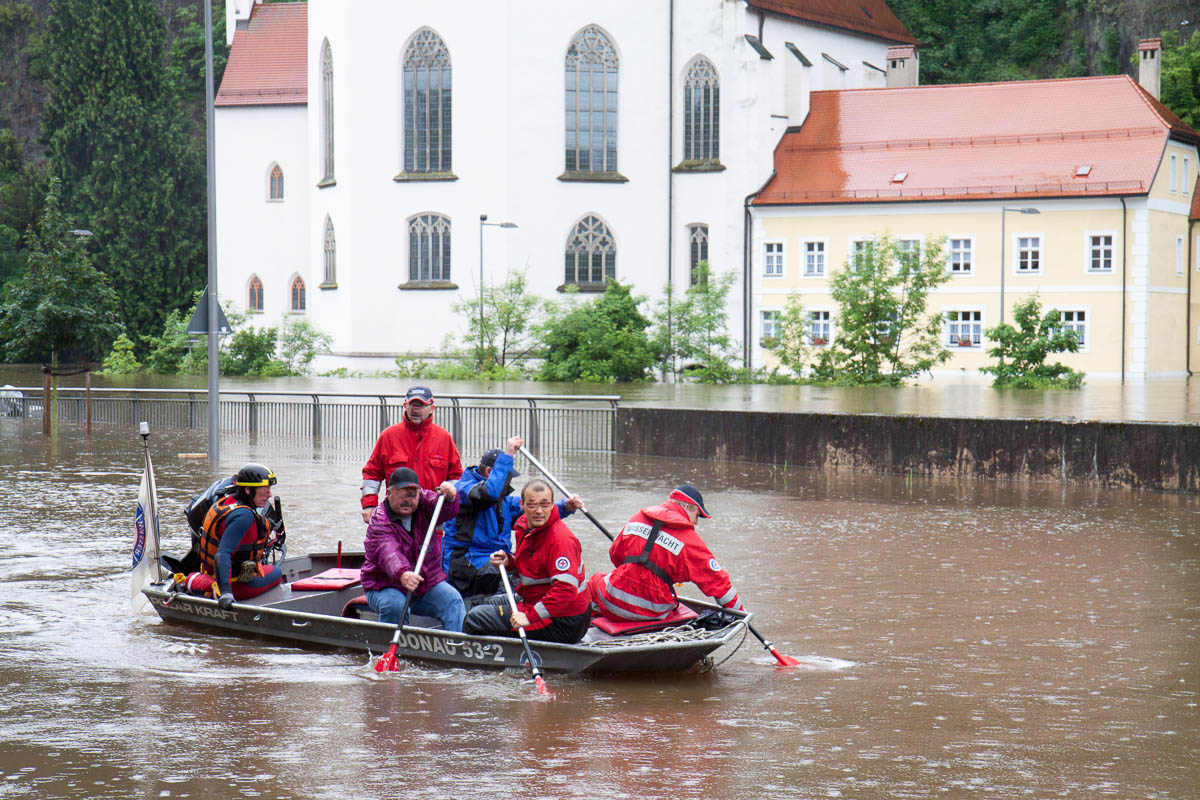
Katastrophenschutz: Hochwasserboot im Einsatz

Neben dem nach DIN 14961 zertifizierten MZB und seinen Varianten existieren bei den Hilfsorganisationen auch zahlreiche Sonderformen von Booten, welche zwar dem MZB ähneln, aber nicht durchgängig alle Merkmale aufweisen. Diese Wasserfahrzeuge sind allesamt nicht bundesweit einheitlich genormt und teilweise auch nicht klar voneinander zu differenzieren. Vielfach werden diese Boote universell als Rettungsboot oder Arbeitsboot eingesetzt. In Deutschland müssen diese Boote aber mindestens der DIN EN 1914 „Fahrzeuge der Binnenschifffahrt – Arbeits-, Bei- und Rettungsboote“ entsprechen. Meist werden die Boote von den Ländern beschafft und aus Mitteln des Katastrophenschutzes bezuschusst. Daher werden diese Boote auch als Katastrophenschutzboot oder kurz als K-Boote bezeichnet.
Hochwasserboote
Eine Sonderform des Katastrophenschutzboots ist das Hochwasserboot, mit dem bei extremen Hochwasserlagen Personen aus verzweifelten Lagen gerettet oder zumindest versorgt werden können. Die schwierigen Verhältnisse erfordern besonders flach gehende Boote, da bei Hochwasser vielfach Wasser an Stellen steht, wo sonst nie Wasser steht. Als besonderes Merkmal besitzen diese Boote Räder am Rumpf, damit beim Aufsetzen auf Straßen das Boot geschoben werden kann. Optional können auch Gleisräder montiert sein, um das Schieben über Gleise zu ermöglichen. Steckbare Bügel als Reling und Handläufe erleichtern die Handhabung. Die schlanke und 'sparsame' Bauweise gestattet die gestapelte Aufbewahrung von mehreren Booten.

## Weitere Mehrzweckboote

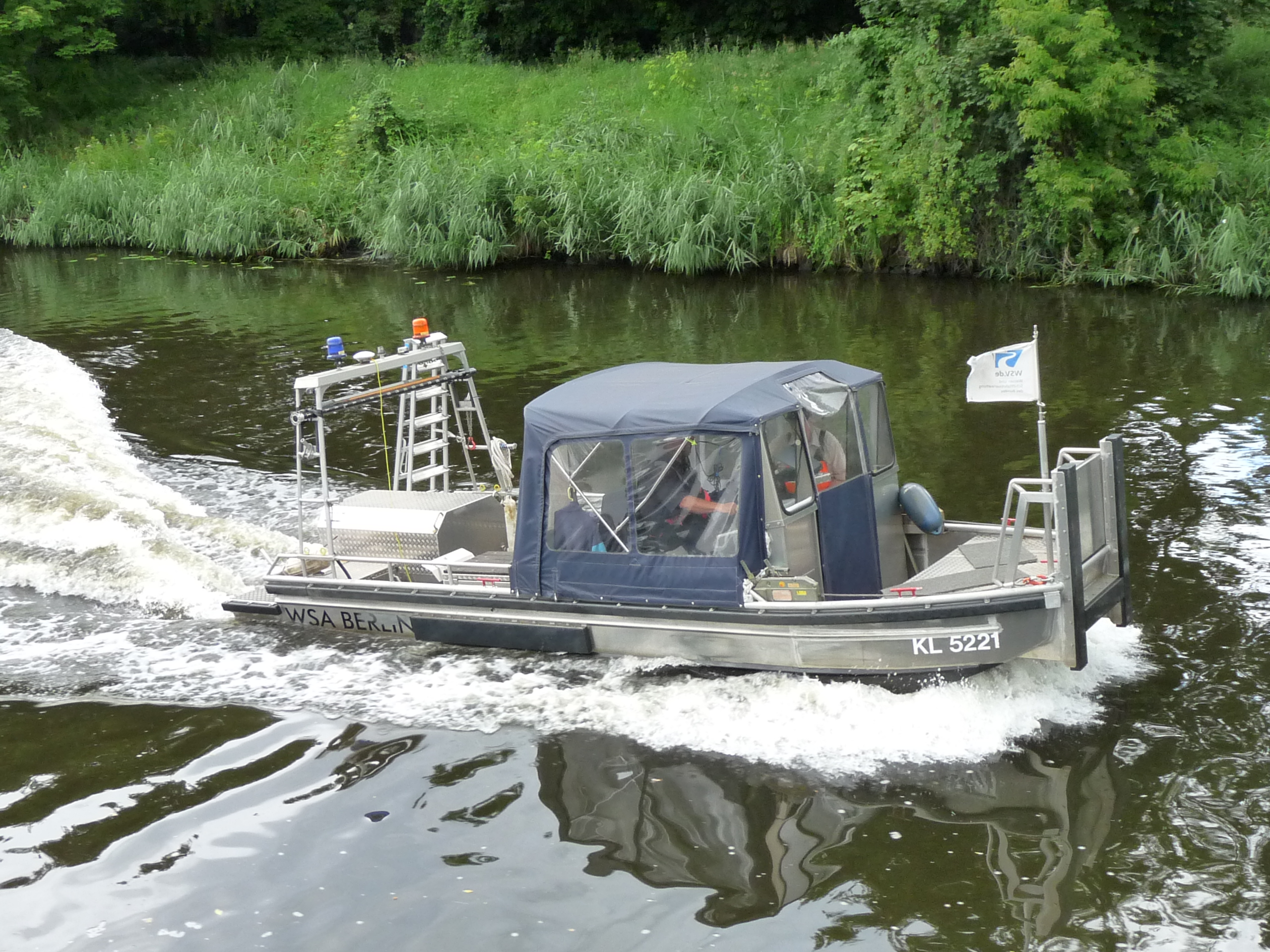
Arbeitsboot des WSA Berlin

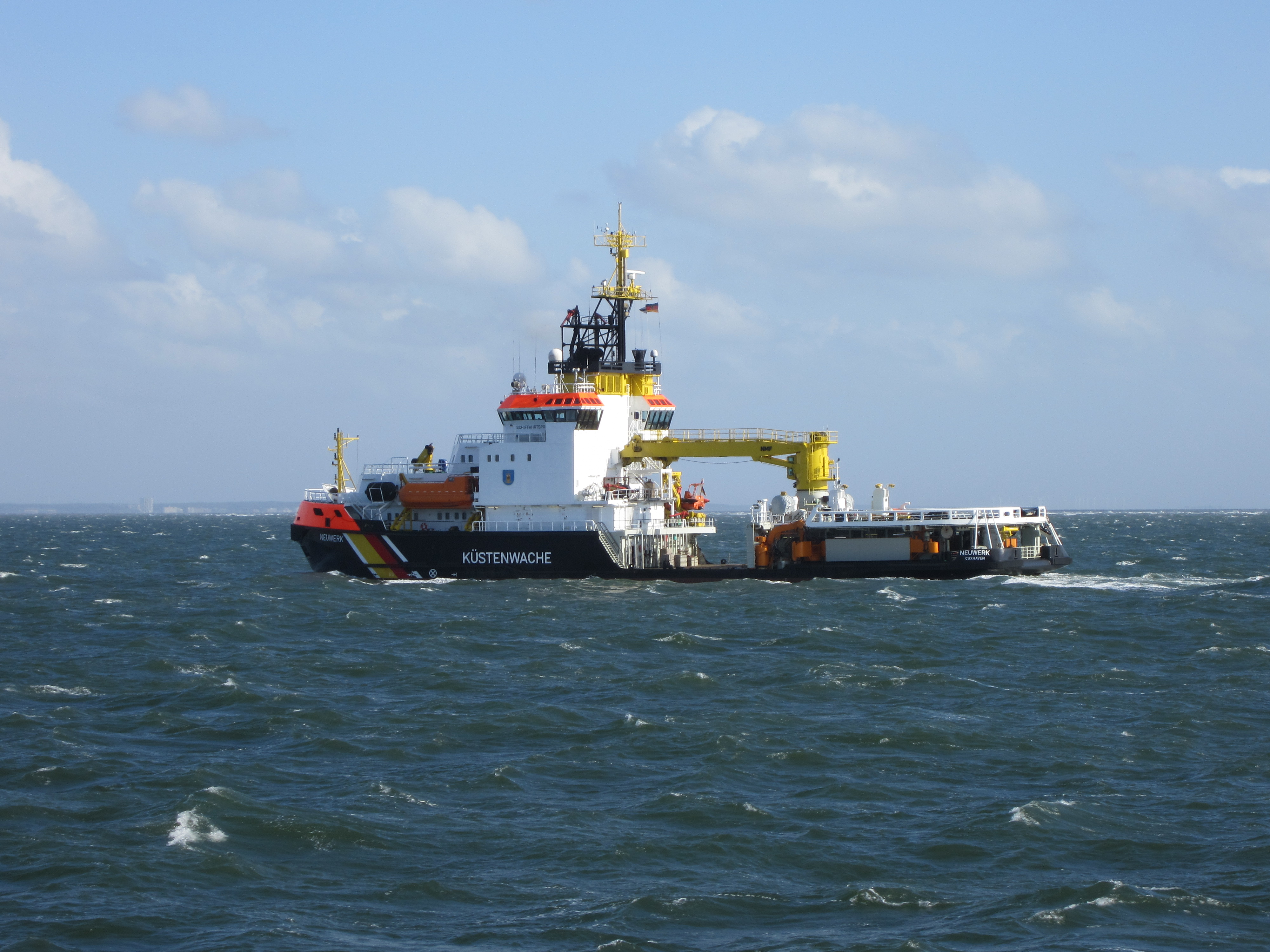
WSV-Mehrzweckschiff NEUWERK

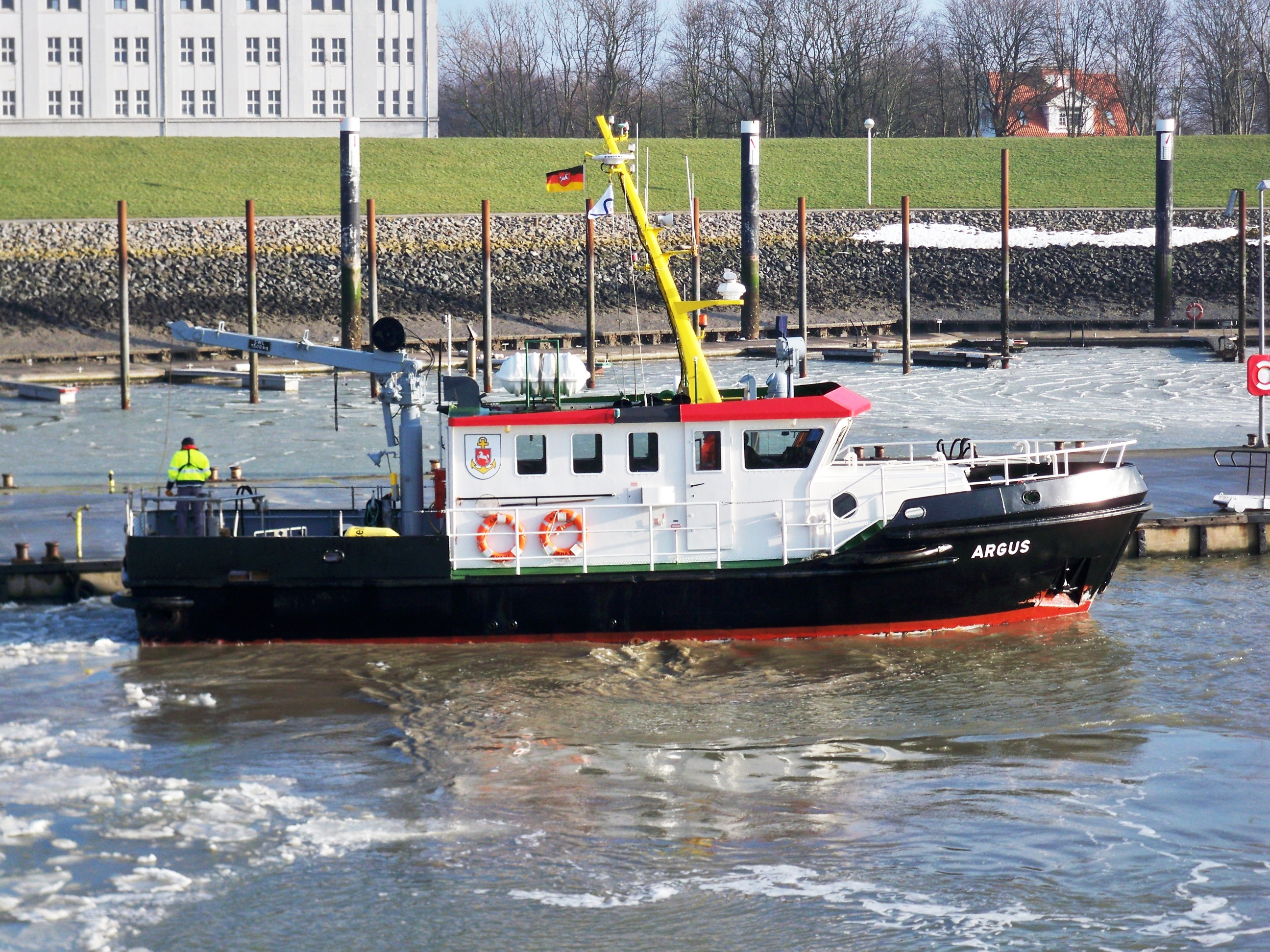
Mehrzweckschiff ARGUS der Niedersachsen Ports

Mehrzweckboote in Anlehnung der DIN 14961 werden auch von Behörden mit Gewässeraufgaben eingesetzt:
- Wasserstraßen- und Schifffahrtsamt zur Unterhaltung der Bundeswasserstrassen
- Gewässerverbände zur Gewässerunterhaltung in ihrem Aufgabengebiet

Dagegen war das im Zweiten Weltkrieg als Geleitfahrzeug eingesetzte Mehrzweckboot 1943 eher ein Mehrzweckschiff. Letztere finden sich heute noch im militärischen Bereich sowie bei den Küstenwachen der Nationalstaaten. Ein Beispiel ist das Mehrzweckschiff NEUWERK der WSV des Bundes. In Wilhelmshaven bezeichnet die Hafengesellschaft Niedersachsen Ports das Vermessungsschiff ARGUS als Mehrzweckschiff.
In neuerer Zeit bezeichnen die Strafverfolgungsbehörden die Boote zur Prävention und Verfolgung von Straftaten als MZB. Im Jahr 2020 hat die Wasserschutzpolizei von Hamburg für die 'Maritime Einsatzeinheit’ (MEE) das «LKA 24/SE» in Dienst gestellt. Das acht Meter lange offene Boot wird durch das SEK genutzt, um Bedrohungslagen, insbesondere durch den Terrorismus, im Hafen und auf der Elbe schlagkräftig begegnen zu können. Auf dem MZB aus CFK können bis zu zehn Beamte auf gefederten Sitzen mitgenommen werden. Zwei jeweils 350 PS starke Außenbordmotoren bieten starke Beschleunigung und eine hohe Endgeschwindigkeit für die gestellten Aufgaben.
Auch die GSG 9 der Bundespolizei benennt ihre Einsatzboote als MZB. Beispielsweise besitzt sie seit 2016 drei hochmoderne Festrumpfschlauchboote für Einsätze auf See, auf denen 18 Einsatzkräfte Platz finden. Die zwölf Meter langen Boote haben drei Motoren von jeweils 350 PS.
Für den Hamburger Hafen wird es zukünftig zwei neue 35 Meter lange Mehrzweckboote geben, die multifunktional ausgelegt sind. Sie sollen sowohl als Löschboot für die Feuerwehr Hamburg, als auch für Aufgaben der Hamburg Port Authority eingesetzt werden. In wechselbaren Containern wird die jeweils spezielle Ausrüstung aufbewahrt, um jederzeit spontane Einsätze zu fahren. Für Feuerwehrzwecke kann eine Löschleistung von 30.000 Litern pro Minute bereitgestellt werden. Die Wurfweite der Löschmonitore beträgt bis zu 110 Meter. Auf den Booten finden bis zu 16 Einsatzkräfte der Feuerwehr Platz.
Der Hersteller des 'Klepper Partner' bezeichnete seinerzeit sein Boot als MZB, weil es als Segel-, Ruder- oder Motorboot genutzt werden konnte.